# Pogliasca
Pogliasca è una frazione di 76 abitanti nel comune di Borghetto di Vara, in provincia della Spezia.

## Geografia fisica
Situata lungo la via Aurelia, la frazione è costeggiata dal torrente Pogliaschina (in origine chiamato Ciapan), affluente del fiume Vara; il paese trae il proprio nome dal monte sovrastante.
Dista 2,48 chilometri in linea d'aria dal capoluogo comunale e 17,25 chilometri dalla città della Spezia.

## Storia
Si hanno pochi cenni riguardo la storia di Pogliasca. Già nel XV secolo il suo territorio dipendeva dalla parrocchia di Zignago per la parte religiosa e dalla Podesteria di Carrodano e Mattarana, a loro volta sottoposti al Capitaneato di Levanto, per la parte civile. Nel XVI secolo il piccolo borgo si affermò come luogo di cambio di cavalli e punto di sosta per i viandanti: ancora oggi ai lati della strada si osservano dei caseggiati che hanno l'impronta di antichi alberghi.
Al censimento del 1832 il paese contava 198 abitanti.
Pogliasca è stata inoltre una delle frazioni inondata dall'alluvione del 25 ottobre 2011.

## Monumenti e luoghi d'interesse

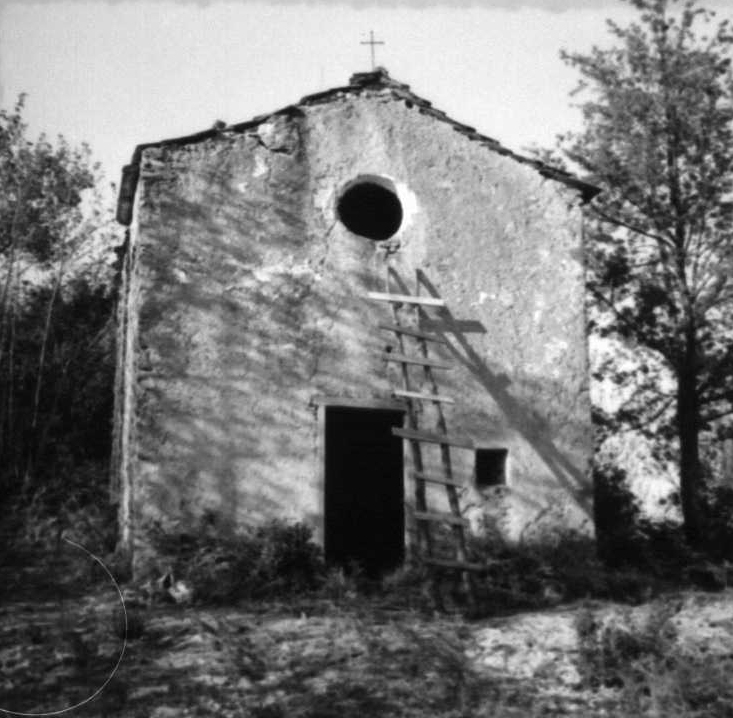
Chiesa del Poggiolo nel 1930

### Architetture religiose
- Chiesa parrocchiale di San Maurizio, parrocchia ricordata nel XV secolo ed oltre fra le dipendenze della Pieve di Cornia. L'attuale edificio risale alla fine del XVII secolo, visto che l'architrave della porta principale riporta la data 1671.[7]
- Oratorio di San Rocco, nel quale si celebra la tradizione di ricoprire con l'uva la statua del santo, che, dopo la benedizione, passa tra i fedeli.[12]
- Chiesa di Nostra Signora del Poggiolo, il cui rudere è situato su di un'altura sovrastante il borgo.[13] La sua edificazione risale al 1683 ma terminò solamente nel 1762. Oggetto di culto era un dipinto della Madonna con i Santi Cipriano e Nicolò, la chiesa fu poi spogliata dagli arredi sacri.[14]

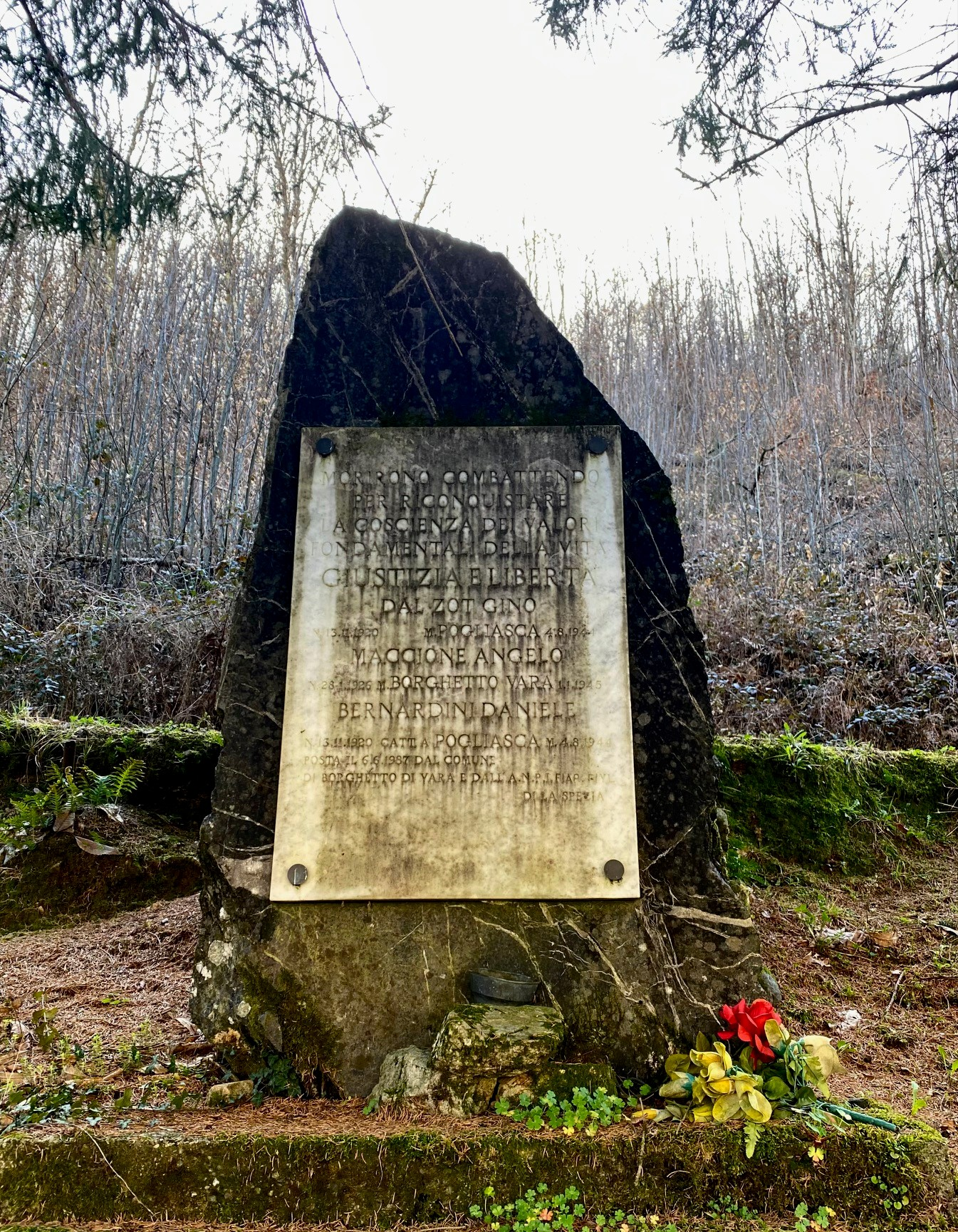
Targa ai caduti di Pogliasca

### Monumenti
Il 6 giugno 1987 antistante la strada sterrata che conduce ai terreni agricoli della frazione è stata esposta dal Comune una targa in memoria dei cittadini di Pogliasca morti in guerra durante le vicende del secondo conflitto mondiale, oltre ad aver riportato i nomi delle vittime, è stata incisa la frase: Morirono combattendo per riconquistare la coscienza dei valori fondamentali della vita, giustizia e libertà.